# 9470 Jussieu
A 9470 Jussieu (ideiglenes jelöléssel 1998 OS10) a Naprendszer kisbolygóövében található aszteroida. Eric Walter Elst fedezte fel 1998. július 26-án.